# Battle (East Sussex)
Battle es un poblado ubicado en el distrito de Rother en East Sussex (Inglaterra), en las cercanías de Hastings y Bexhill-on-Sea. Acorde al censo de 2001, tiene una población de 6 048 habitantes.
La batalla de Hastings (1066), donde el Duque de Normandía venció a Haroldo II para convertirse en rey de Inglaterra, tuvo lugar en las cercanías de esta localidad.

## Abadía de Battle

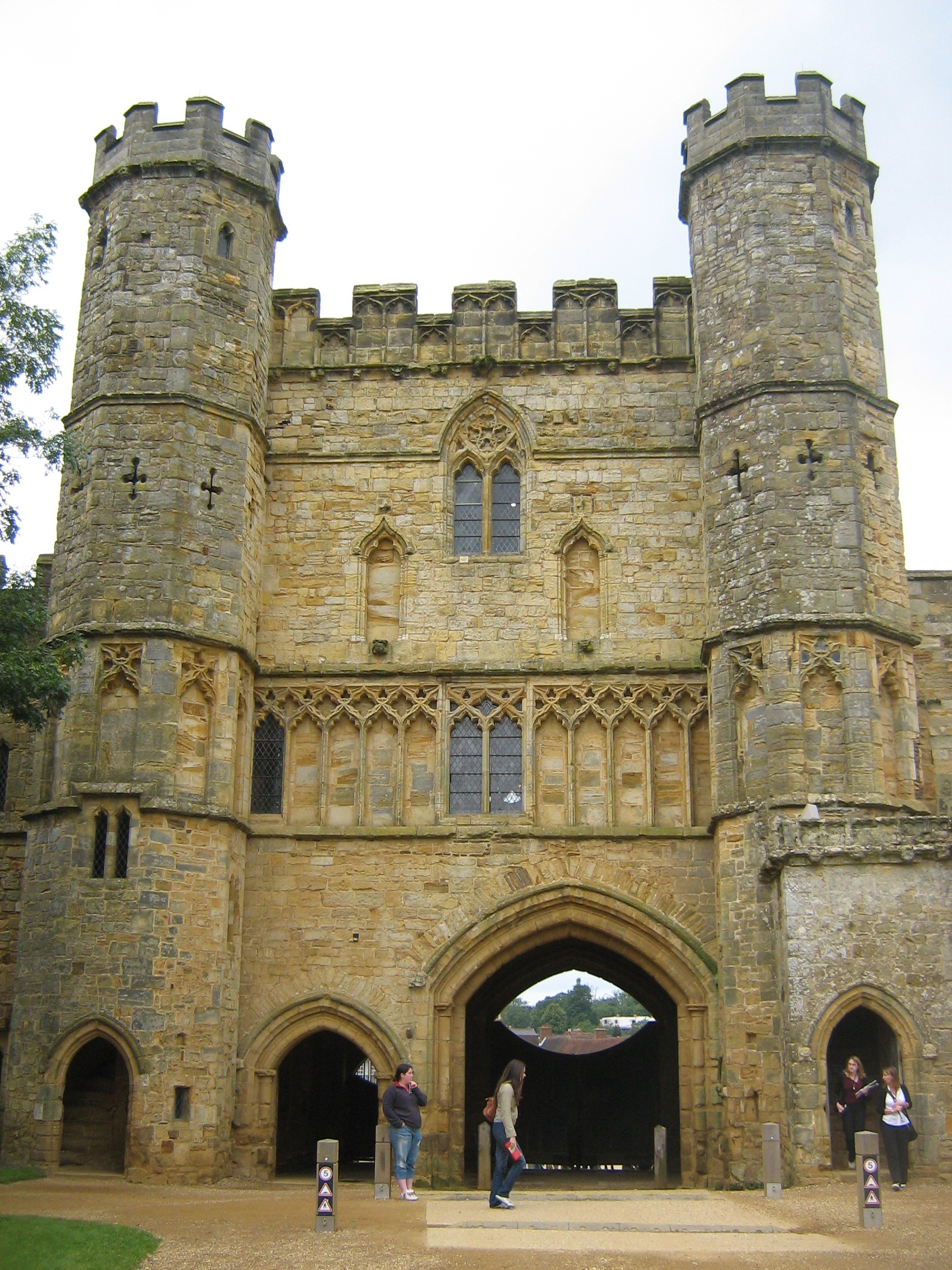
Vista de la Abadía de Battle

En 1095, para conmemorar la batalla, fue construida la abadía en el pueblo. El altar mayor de la iglesia de la abadía estaba supuestamente en el lugar donde Harold II murió. La puerta de enlace de la abadía sigue siendo el rasgo dominante de la parte sur de la calle principal, aunque poco queda del resto de los edificios de la abadía. Los claustros restantes, parte de la cordillera occidental, se arrendaron a la Battle Abbey School poco después de la Primera Guerra Mundial.

## Ciudades hermanas
- Saint-Valery-sur-Somme, Francia